# Gaia
Gaia (řecky Γαῖα země, latinsky Tellus nebo Terra), též Gé, je v řecké mytologii bohyně země a sama Země.

## Gaia v řecké mytologii
Na počátku všeho byl Chaos, počátek všeho. Z něho povstal Erebos – bůh věčné tmy a tma sama a Nyx – bohyně noci a zosobněná noc. Z této dvojice pochází Aithér – věčné světlo a Hémerá – světlý den.
Teprve potom se zrodila Gaia – země, Tartaros – podsvětní propast a Erós – vše oživující láska. Gaia sama ze sebe zrodila Úrana – boha hvězdnatého nebe a nebe samo a Ponta – boha moře.
Gaia se stala manželkou Úrana, když ovládl svět a zplodili dvanáct potomků, Titánů jménem Ókeanos, Koios, Kríos, Hyperíón, Íapetos a Kronos a Titánky jménem Theia, Rheia, Mnémosyné, Foibé, Themis a Téthys. Pak ještě zrodila Kyklópy a Hekatoncheiry.
Gaia všechny své děti milovala, Úranos je nenáviděl. Když svrhl zvláště nenáviděné Hekatoncheiry do nitra země, odkud nesměli vycházet na zem, Gaia žádala Titány, aby Úrana zbavili vlády. Odhodlal se k tomu jenom nejmladší Kronos, který zbavil Úrana mužství a zbavil ho vlády. Z Úranovy krve zrodila Gaia Giganty.
Když se později historie opakovala a Kronos byl svržen vlastním synem Diem, poštvala Gaia proti němu Giganty, které vybavila kouzelnou rostlinou nezranitelnosti. Zeus si zase přivedl na pomoc pozemského syna Hérakla, který Giganty přemohl a svrhl je do hlubokého Tartaru.
Podle některých verzí zplodila Gaia také Erínye – bohyně pomsty (rozšířena je ale spíš verze, že Erínye byly dcery bohyně noci Nyx). Gaia také zrodila bohu Pontovi syny Nérea, Thaumanta a Forkýna a dcery Kétó a Eurybii.

### Ferekýdés ze Syru
Podle kosmologického zlomku Ferekýda ze Syru, mytografa z 6. století př. n. l., na počátku existovala pouze androgynní bytost zvaná Chronos „Čas“, bůh zvaný Zas, tedy Zeus, a bohyně zvaná Chthonia. Ta přijala jméno Gaia „Země“ protože jí Zas jako svatební dar daroval Zemi. Tento dar je však zároveň také popsán jako vyšívaná róba utkaná Zasem na které byl vyobrazen povrch země. Kromě toho je zmíněno že tato róba visí na okřídleném stromu. Podle klasického učence Martina L. Westa je tak bohyně země Chthonia-Gaia tvořící horizontální osu kosmu totožná se světovým stromem, vertikální osou.

## Zajímavosti
Moderní „mytologie“ (helénismos) i někteří vědci operují s tzv. teorií Gaii, která chápe planetu Zemi a její biosféru jako Gaiu, jediný ucelený superorganismus regulující podmínky své vlastní existence.

## Odraz v umění
- Homér – Ilias a Odysseia
- Hésiodos – Zrození bohů